# Чхаупаді

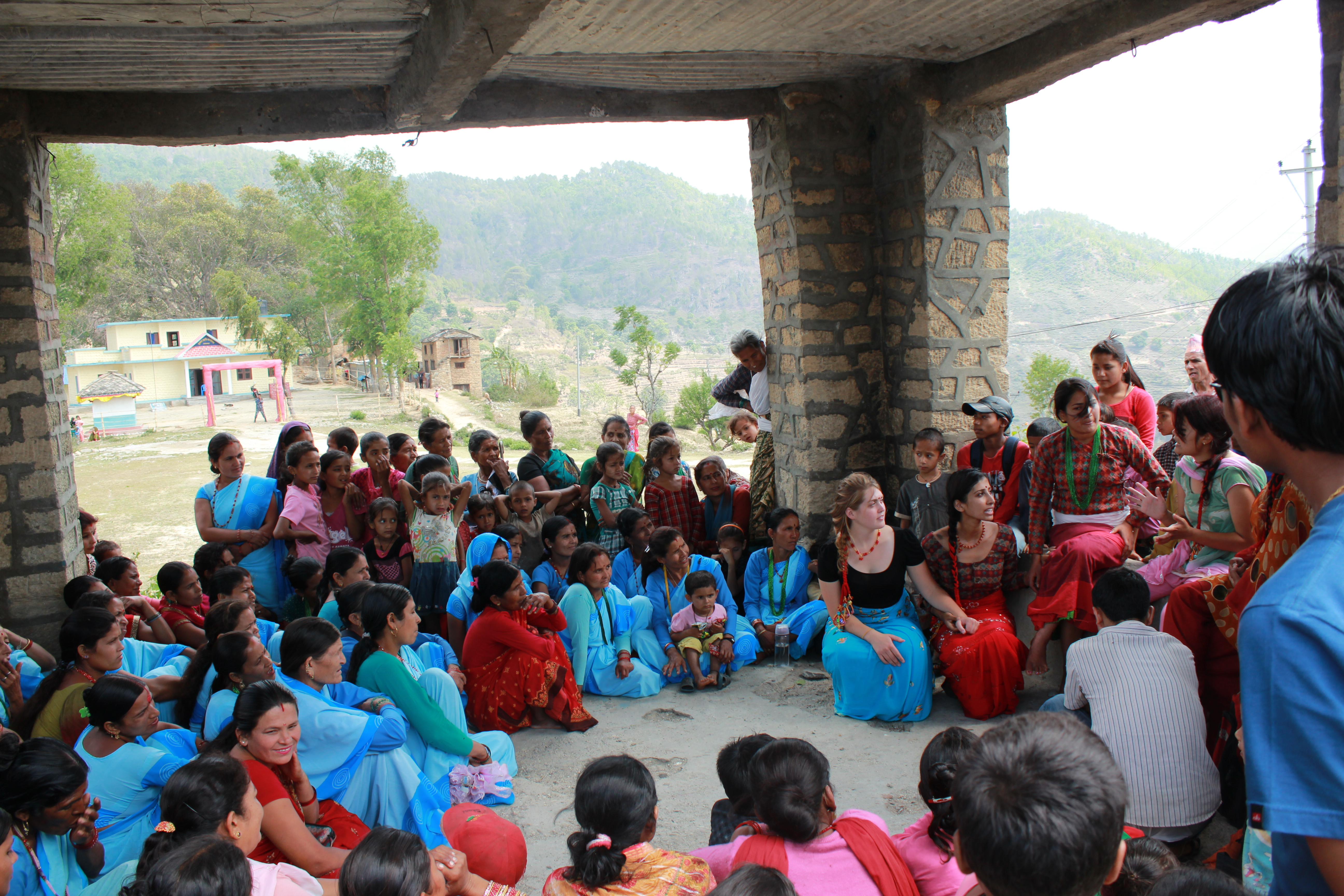
Лекція для підвищення обізнаності серед молодих дівчат, щоб змінити або скасувати практику чхаупаді в Непалі

Чхаупаді (Nepali: छाउपडी [t͡sʰau̯pʌɽi]- "недоторканне буття") - менструальне табу в Непалі, яке забороняє жінкам і дівчатам під час менструації брати участь у соціальному житті, спілкуватися зі своїми громадами і вимагає їх ізоляції в небезпечних для життя умовах. 
Жінкам під час менструації заборонено входити в дім і їх змушують жити окремо, наприклад, у сараї для худоби (переважно в західному регіоні країни) або в тимчасовому житлі, відомому як менструальна хата (хатина чхаупаді, хатинка Чхау) протягом всього періоду менструації від менархе до менопаузи. 
Жінок та дівчат під час менструації часто залишають з невеликими запасами їжі або взагалі без них, а також без засобів менструальної гігієни, засобів для прання. Це спричинює низку проблем зі здоров’ям, а також фізичні та психічні труднощі. Є також багато повідомлень про смерть у хатинах чхаупаді через задуху, пожежу, пневмонію та напади тварин.
Пологи в Непалі також табуйовані в подібній формі. Жінки, які щойно народили, мусять залишатися в сараї з дітьми до двох тижнів.
Хоча чхаупаді є незаконним у Непалі з 2005 року, воно все ще практикується в багатьох громадах.

## Опис
Практику починають з першого менструального циклу дівчини (менархе), протягом якого її залишають в хатинці до 14 днів; після цього вона мусить проводити кожну менструацію в хатинці (сараї), поки не досягне менопаузи, оскільки вважається нечистою. Дівчата та жінки, які живуть у містах, також підпадають під вплив цієї практики, живучи окремо в кімнаті чи будинку.
Жінок та дівчат під час менструального циклу ізолюють від сім’ї, їм заборонено входити в домівки, на кухні, школи та храми. Протягом цього часу вони залишаються менструальній хатині, зазвичай зробленій з дерева або каменю. У деяких місцях жінок ізолюють в окремій кімнаті, прибудованій до будинку, наприклад, у сараї для зберігання інструментів. Меблі мізерні, тому жінки часто сплять на підлозі лише з невеликим килимком. Їм забороняється торкатися членів сім’ї, особливо чоловіків, і їм передають їжу та воду без доторків. Жінкам також забороняється брати участь у сімейних, релігійних або соціальних заходах, таких як відвідування храму чи весілля, а дівчатам забороняється відвідувати школу.
Жінкам під час менструації також забороняється вживати молоко, йогурт, масло, м’ясо та інші поживні продукти, побоюючись, що їх нечистота спричинить захворювання корів. Типова дієта під час менструації включає сухі продукти, сіль і рис. Жінкам також заборонено користуватися громадськими джерелами води або виконувати повсякденні функції, такі як купання чи прання одягу.
Попри соціальну ізоляцію чхаупаді, жінки під час менструації все одно повинні працювати, часто в полі.
Традиційні практики під час Чхаупаді
| Традиційні практики                | Відсоток постраждалих жінок |
| ---------------------------------- | --------------------------- |
| Використання окремого посуду       | 64,2%                       |
| Не дозволено бачити сонце          | 35,8%                       |
| Без дозволу виходити на вулицю     | 51,6%                       |
| Немає дозволу готувати їжу         | 76,0%                       |
| Обмеження звичного харчування      | 56,9%                       |
| Заборонено поклонятися Богу        | 74,3%                       |
| Не можна спати у звичайній спальні | 67,5%                       |
| Заборонено торкатися чоловіків     | 46,4%                       |

## Шкода для здоров'я і безпеки
Жінки та дівчата стикаються з фізичними та психічними труднощами під час проживання в хатинах Чхаупаді. У минулому на західних пагорбах Непалу повідомлялося про кілька інцидентів, пов’язаних із Чхаупаді, таких як сексуальне насильство, зґвалтування, напади диких тварин, укуси змій або скорпіонів і хвороби, пов’язані з поганою безпекою та антигігієнічними умовами. Крім того, погана санітарія при Чхаупаді ускладнюються відсутністю та поганим доступом до водопостачання, відсутністю гігієнічних серветок та здорових умов довкілля. 
Все це призводить до погіршення здоров’я, таких як інфекції репродуктивних шляхів, ризик раку шийки матки, тривожні та депресивні розлади. У численних випадках випадках практика Чхаупаді призвела до сорому, страху та приниження, пов’язаного з менструальним циклом, менструальною гігієною та пропусками школи дівчатами в Непалі та інших країнах з низьким і середнім рівнем доходу.

## Погіршення навчання і працевлаштування
Релігійна заборона на читання книг призводить до того, що дівчата, у яких починається менструація, частіше пропускають школу або коледж, що лише посилює і так існуючий розрив між ними та юнаками в освіті, і надалі призводить до значної дискримінації жінок у працевлаштуванні.
Навіть якщо жінки чи дівчата не дотримуються чхаупаді, суспільство обмежує їхнє суспільне життя з забобонних міркувань. Наприклад, багато сільських шкіл прямо забороняють дівчаткам відвідувати школу під час менструації, в результаті дівчата в старших класах пропускають школу в середньому п'ять днів на місяць, від цього їх загальна успішність падає і вони отримують гірші оцінки, ніж хлопці.

## Заборона чхаухпаді
Було розроблено та впроваджено багато стратегій, спрямованих на викорінення традиції в Непалі. Наприклад, Конституція Непалу (2015) гарантує право на рівність (стаття 18) і право на репродуктивне здоров’я (стаття 38). Так само стаття 24(1) і стаття 29(2) підтверджують, що «ніхто не може бути недоторканим або дискримінованим, і ніхто не може бути підданий експлуатації на основі будь-яких звичаїв, традицій, культури, практики або будь-яких інших підстав». У травні 2005 року Верховний суд оголосив традицію Чхаупаді незаконною як службову недбалість і наказав уряду вжити необхідних юридичних заходів для її усунення. У 2008 році уряд Непалу сформулював директиви щодо ліквідації практики Чхаупаді. Після цього багато програм підвищення обізнаності були зосереджені на зацікавлених сторонах громади, і було впроваджено кампанії по знесенню сараїв Чхаупаді. Нещодавно Закон про Кримінальний кодекс (2017) визнав Чхаупаді кримінальним правопорушенням і передбачав тримісячне ув’язнення та / або штраф у розмірі 3000 непальських рупій (~26 доларів США) для тих, хто змушує жінку дотримуватися звичаю.

## Активістки проти чхаупаді
Організація ActionAid працює в західному Непалі більше 10 років. Вони створюють жіночі групи, де місцеві жінки можуть збиратися разом, щоб знайти рішення для проблем, з якими вони стикаються. Під час цих зустрічей, які називаються «колами відображення», жінки мають можливість обговорити вплив чхаупаді на їх життя та його незаконний статус.
Тепер за підтримки ActionAid молоді жінки кидають виклик менструальним табу та протистоять дискримінації у своїх громадах.
Відколи ActionAid почав працювати в Непалі, понад 1400 жінок репродуктивного віку припинили практикувати чхаупаді. За останні п’ять років ActionAid разом із місцевими партнерами допомогла створити принаймні 11 спільнот, вільних від чхаупаді, і завдяки ініціативам з підвищення обізнаності люди змінюють уявлення про менструацію.